# Unionida
Unionida é uma ordem monofilética de mexilhões de água-doce, moluscos bivalves aquáticos. A ordem inclui grande parte dos maiores mexilhões de água-doce, como o mexilhão de água doce Margaritifera margaritifera. Os irmãos mais comuns são a Unionidae e a Margaritiferidae.  Todas têm em comum uma fase larvar que durante um certo tempo atua como um parasita em alguns peixes e conchas ricas em matéria orgânica com sifões muito curtos para permitir que o animal de viva enterrado no sedimento.

## Morfologia
As conchas desses mexilhões variam em forma, porém são comumente equivalves e alongados. Possuem sólidas válvulas nacaradas com um interior perolado de formato radial.

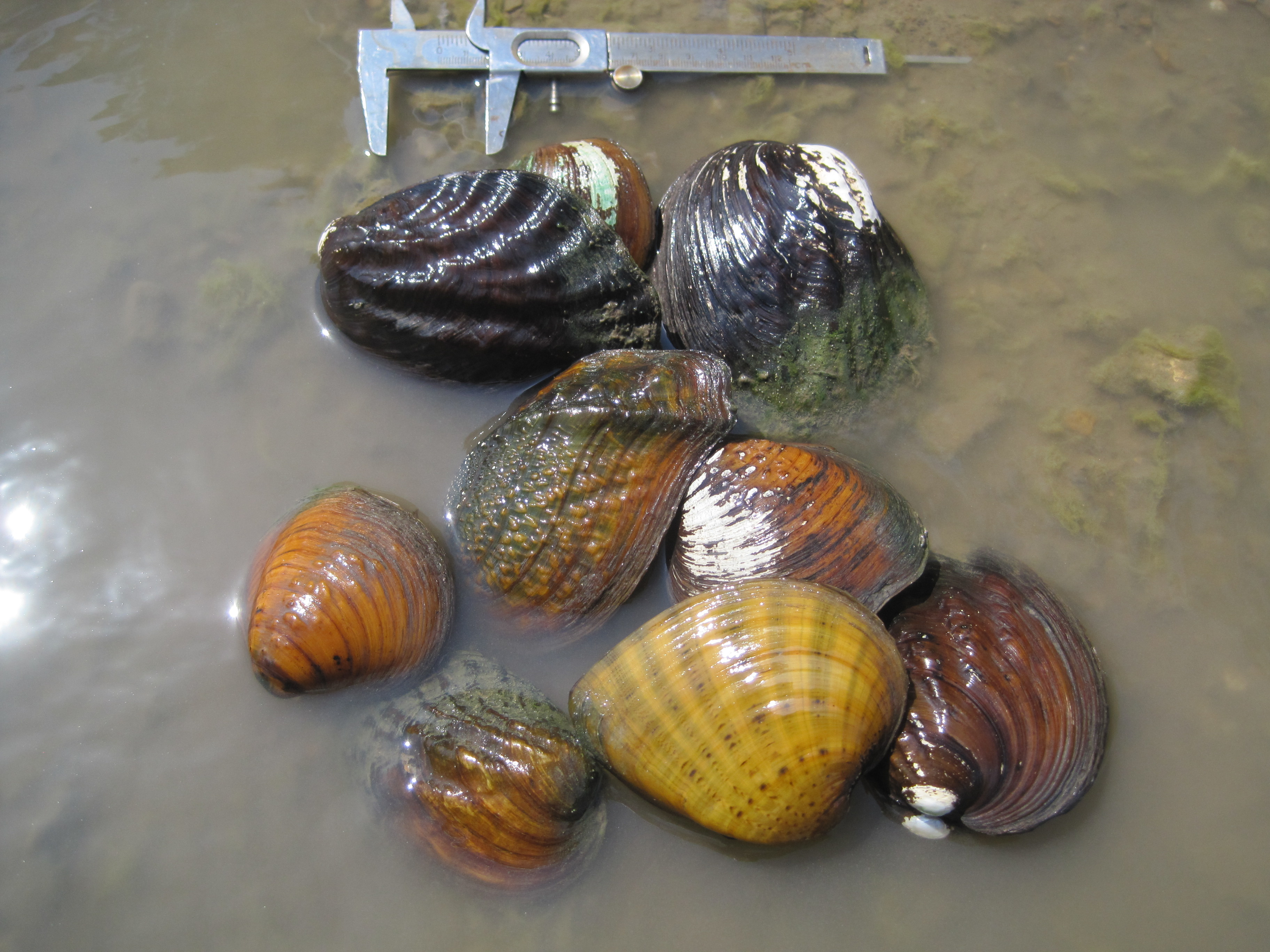
Diversas espécies de mexilhões de água doce coletados em um rio durante uma pesquisa do Marais des Cygnes National Wildlife Refuge.

## Distribuição
Famílias, gêneros e espécies da ordem Unionida são encontrados nos seis continentes, ficando restritos aos rios de água doce, córregos, riachos e alguns lagos. Existem cerca de 900 espécies ao redor do mundo e cerca de 300 espécies dos mexilhões de água doce são endêmicos da América do Norte.

## Hábitos de vida
Unionida habita os substratos de rios de água doce, córregos, riachos limpos e de águas rápidas com suas margens posteriores expostas. Eles bombeiam água através de sua abertura obtendo oxigênio e filtrando o alimento da coluna de água. Mexilhões de água doce são alguns dos invertebrados existentes mais longevos. Esses mariscos possuem, como todos os moluscos bivalves, uma concha que consiste de duas partes que se articulam em conjunto, a que pode ser fechada para proteger o corpo do animal. Como todos os moluscos, os mexilhões de água doce tem um pé muscular, o que permite seu movimento de forma lenta, assim como se enterrar no substrato do fundo dos rios onde habita.

## Reprodução

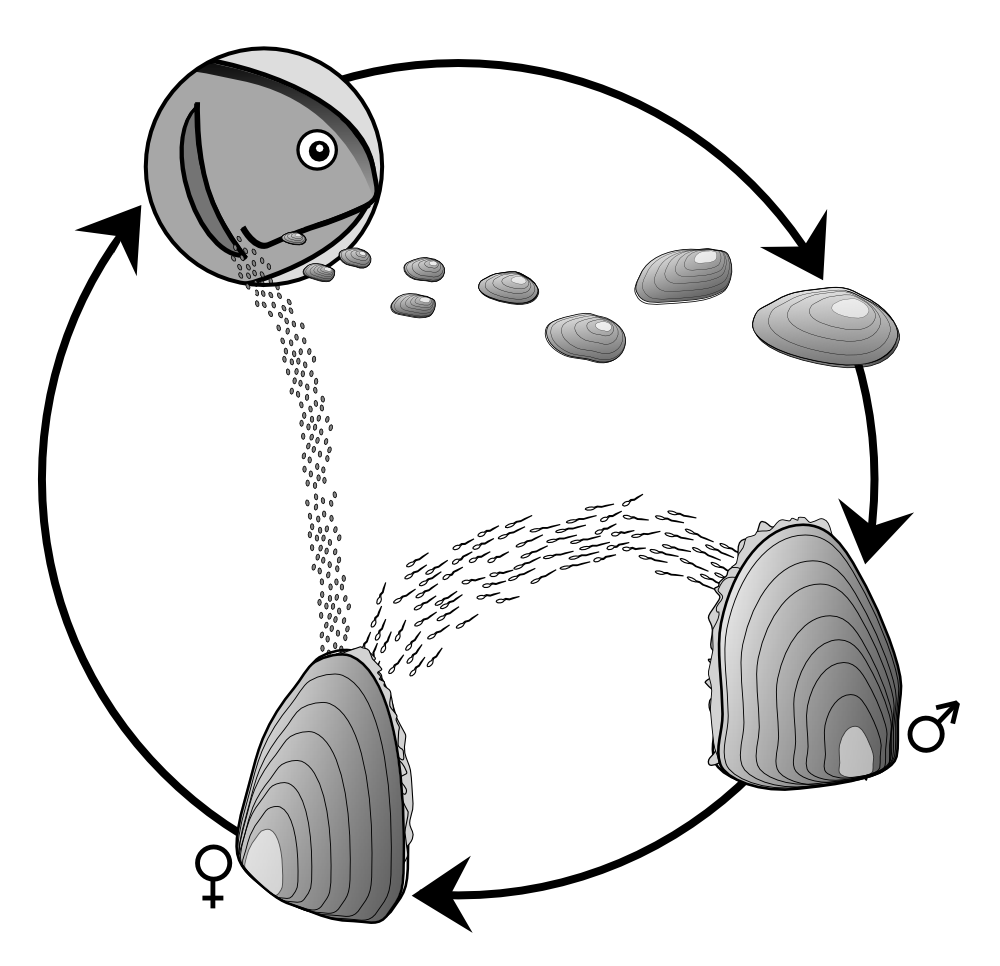
Ciclo de vida parasítico Unionida

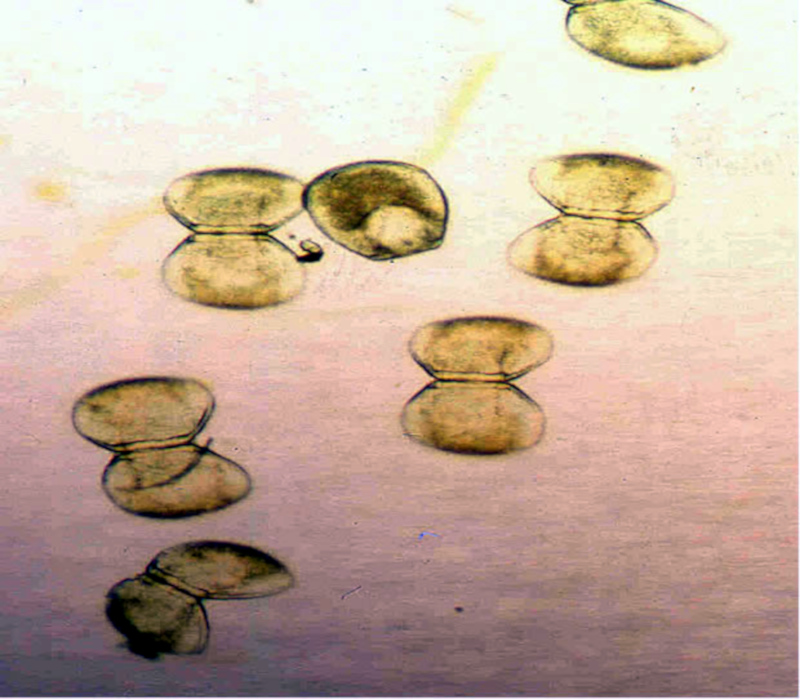
Glochidia de um mexilhão Lampsilis higginsii

Unionida possui um ciclo de vida único e complexo envolvendo uma fase larvar parasítica. Essa forma larvar costuma ser descrita como vermes parasíticos no peixe hospedeiro, entretanto, as larvas não são vermes e não são prejudiciais aos peixes em condições normais. A maioria das espécies de mexilhões de água doce têm os sexos separados (entretanto algumas espécies, como Elliptio complanata, são conhecidas por serem hermafrodítas). O esperma é ejaculado da cavidade envoltória através da abertura do macho e colocado dentro da cavidade envoltória da fêmea. Ovos fertilizados vão das gónadas até as guelras onde eles amadurecem e se transformam em glochidia, a primeira fase larvar. Glochidia maduros são liberados pela fêmea e então se unem as guelras, barbatanas ou escamas do peixe hospedeiro. Normalmente as larvas dos mexilhões de água doce possuem ganchos, que permitem ao indivíduo aderir ao peixe. Alguns mexilhões de água doce liberam sua glochidia em pacotes mucilaginosos chamados de conglutinados. O conglutinado possui um filamento pegajoso que permite fixar ao substrato e não ser levado pela correnteza. Também existe uma outra forma mais elaborada de dispersão conhecida como super-conglutinado. O super-conglutinado é semelhante à larva da mosca aquática ou as ovas de peixe. Quando um peixe o consome, ela se quebra, liberando a glochidia. Um cisto é rapidamente formado ao redor da glochidia e eles ficam no peixe por algumas semanas ou até meses antes de serem liberados como mexilhões de água doce jovens, os quais se enterram no sedimento.

## Taxonomia
As superfamílias e famílias da ordem Unionida, listadas por Bieler et al (2010). O uso de † indica famílias e superfamílias extintas.
Unionida
- Superfamília †Archanodontoidea Modell, 1957
  - Família †Archanodontidae Modell, 1957
- Superfamília Etherioidea Deshayes, 1832
  - Família Etheriidae Deshayes, 1832 (cerca de 4 espécies)[3]
  - Família Iridinidae Swainson, 1840 (cerca de 30 espécies)[3]
  - Família Mycetopodidae Gray, 1840 (entre 40 a 50 espécies)[3]
- Superfamília Hyrioidea Swainson, 1840
  - Família Hyriidae Swainson, 1840 (próximo de 90 espécies)[3]
- Superfamília †Trigonioidoidea Cox, 1952
  - Família †Trigonioididae Cox, 1952
  - Família †Jilinoconchidae Ma, 1989
  - Família †Nakamuranaiadidae Guo, 1981
  - Família †Plicatounionidae Chen, 1988
  - Família †Pseudohyriidae Kobayashi, 1968
  - Família †Sainschandiidae Kolesnikov, 1977
- Superfamília Unionoidea Rafinesque, 1820
  - Família Unionidae Rafinesque, 1820  (menos de 700 espécies)[3]
  - Família Liaoningiidae Yu & Dong, 1993 (placement uncertain)
  - Família Margaritiferidae Henderson, 1929 (provavelmente menos de 10 espécies)[3] Promargaritiferidae)
  - Família †Sancticarolitidae Simone & Mezzalira, 1997